# APKWS
APKWS(Advanced Precision Kill Weapon System)은 미국에서 사용중인 세미액티브 레이저유도 70 mm 히드라 70 로켓이다. APKWS는 헬파이어 주니어 또는 미니 헬파이어 라고도 불린다.

## 역사
APKWS는 기존의 중고 히드라 70 로켓의 모터와 탄두를 그대로 사용한다. 단가는 최대 1만달러로 예상한다.
미국 정부는 록히드 마틴과 레이시온이 제안한 DAGR을 탈락시키고, 미국의 BAE Systems가 주된 계약자로 2012년부터 전장에서 사용하며, 회전익 및 고정익 공격/전폭기에서 발사 하고 있다.
2015년 기준으로, BAE 시스템스는 APKWS 로켓 5,000발을 생산했다.

## 같이 보기
- 주니 로켓 - 세미액티브 레이저유도 127 mm 로켓
- 로거 - 한국산 액티브 적외선유도 70 mm 히드라 70
- 메버릭 - 사거리 23 km, 무게 300 kg, 레이저 유도, 2억원
- 헬파이어 - 사거리 8 km, 무게 50 kg, 레이저 유도, 114K 기본형 8천만원
- LAHAT - 사거리 8 km, 무게 13 kg, 레이저 유도, 2천만원
- APKWS - 사거리 8 km, 무게 6 kg, 레이저 유도, 키트가격4천만원, 히드라 70 개량